# Nadja Bender
Nadja Bender (født 3. juni 1990 i København) er en dansk fotomodel. 
Nadja Bender begyndte sin modelkarriere hos Gossip Model Management. Da hun havde underskrevet sin første internationale model kontrakt, flyttede hun til New York, hvor hun kom i kontakt med New York Model Management.
I september 2011 gik Nadja Bender for første gang shows i Paris, hvor hun gik Alexander McQueen og YSL. Sæsonen efter fik hun sit internationale gennembrud i New York, hvor hun åbnede blandt andre Alexander Wang, Rodarte, Balmain og Nina Ricci og gik i en lang række modeshows, herunder Chanel, Christian Dior, Saint Laurent, Louis Vuitton, Lanvin, Alexander McQueen, Fendi, Versace og Dolce & Gabbana. Gucci anvende hendes ansigt i deres efterår/vinter 2012-2013-kampagne sammen med Karmen Pedaru. Hun skød også Balmain, der blev skudt af David Sims. Nadja Bender optrådte for første gang i Vogue Paris i juni/juli 2012-udgaven. Hun poserede for David Sims, hvor hun var gemt under et slør iført en uldfrakke eller en læderjakke i den sort og hvide serie, som havde navnet Lignes de Forces. I Vogue Paris August 2012 var hun med sammen med Arizona Muse, Isabeli Fontana, Kati Nescher og Suvi Koponen i serien Paris Mon Amour af Mario Sorrenti.
Samme sommer 2012 blev Nadja Bender valgt at præsentere Cruise 2013 kollektioner for Balmain, Stella McCartney, Gucci, Burberry Prorsum og Bottega Veneta, og i september 2012 gik hun model under modeugerne forår/sommer 2013. I New York og Paris gik hun catwalks for Chanel, Chloé, Stella McCartney, Kenzo, Balmain, Lanvin, Dolce & Gabbana, Fendi, Moschino, Versace, Gucci, Michael Kors, Alexander Wang og Etro. I november 2012 optrådte Nadja Bender igen i Vogue Paris fotograferet af Karim Sadli, sammen med Kati Nescher og Cora Emmanuel i New Faces udgaven. Hun har også arbejdet for Alberta Ferreti og H&M. Hun har siden det lavet kampagner for Fendi, Nine West, Escada og Chanel.
Inden Nadja Bender blev model læste hun nanoteknologi på Københavns Universitet. Hun bor nu i New York.